# از کلینی تا خمینی

جلد کتاب

از کلینی تا خمینی کتابی است که در سال ۱۳۶۲ با نام کامل «توضیح المسائل پاسخ‌هائی به پرسش‌های هزارساله از کلینی تا خمینی» توسط شجاع الدین شفا نوشته و در پاریس چاپ شده‌است. این کتاب جزو کتاب‌های ممنوع چاپ در ایران است.
این کتاب از کتاب‌هایی ست که در نفی و رد ولایت فقیه نوشته شده‌است. نویسنده به نقد و بررسی آموزه‌های سیاسی و حکومتی آیت الله خمینی پرداخته‌است.این کتاب نظیر نظرات علی دشتی ولی در خصوص تشیع است و مباحث آن در شمار کتب مرجع و نقل محافل گویندگان اسلام ستیز تلویزیون‌های فارسی در تبعید است.

## دیباچه
شجاع الدین شفا در دیباچه چاپ ۱۳۷۸ می‌نویسد:
«چاپ نخست این کتاب با وجود حجم هزار صفحه‌ای و بهای نسبتاً سنگین آن، در مدت کوتاهی هر سه هزار نسخه آن بفروش رسید و با وجود تجدید چاپ‌ها در فرانکفورت و سایر جاها کتاب در سالهای اخیر به کلی نایاب شده بود....
در چنین شرایط نو، (چاپ این کتاب)  از نظر من رویارویی و مقابله با ارزش‌های کاذبی بود که کارگردانان روحانیت شیعه در طول بیش از هزار سال به نام مذهب ولی واقعاً با هدف تامین منافع خصوصی و صنفی خودشان بر ملت ما تحمیل کرده بودند و آنها را قوانین ابدی ثابت و تغیر ناپذیر الهی معرفی کرده بودند....
آثاری از قبیل اصول کافی کلینی و جامع عباسی و بحارالانوار و حلیه المتقین ملاباقر مجلسی دارای مجموعه‌ای از سخیف ترین و ابلهانه ترین جعلیات دکانداران دین بیش نبود که هیچ پیامبری و امامی آنهارا نقل نکرده بود.»

## قسمت‌های کتاب
کتاب از دیباچه و  سه بخش تشکیل شده‌است:
دیباچه: سرآغاز
بخش اول:  نگاهی به تاریخ تشیع ایران
بخش دوم: مبانی مذهبی مکتب دکانداران دین
تحلیلی از احادیث
طبقه بندی احادیث
فرهنگ آخوند برمبنای احادیث
بخش سوم: گنجینه احادیث
مسائل فکری و فلسفی
احکام و احادیث

## نظرات دیگران
- هوشنگ شهابی، استاد دانشگاه بوستون، در فصلی با عنوان "هذیان گویی در تاریخ نویسی ایرانی" از این کتاب چنین یاد می‌‌کند[۳]:

شجاع الدین شفا، وزیر فرهنگ...، در کتابی که توسط سلطنت طلبان مهاجر به وفور خوانده می‌‌شود [از کلینی تا خمینی] ظهور علمای ‌شیعه در قرن دهم را بزرگترین توطئه در تاریخ ایران و احتمالأ قدیمی‌‌ترین توطئه در جهان می‌‌داند.